# Juan Claudio Aznar de Polanco

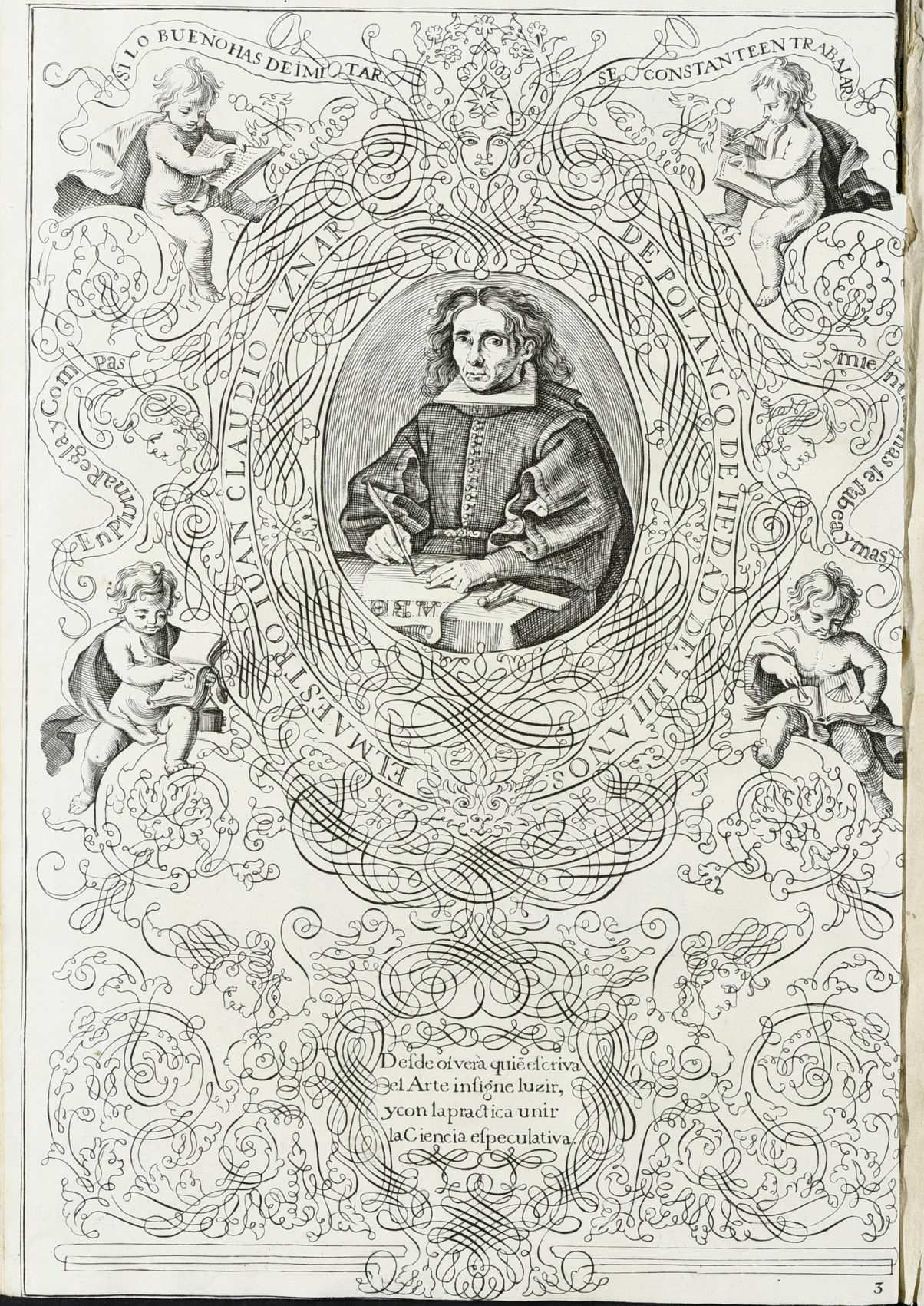
Juan Claudio Aznar de Polanco, Arte nuevo de escribir por preceptos geométricos, y reglas matemáticas, Madrid, 1719.

Juan Claudio Aznar de Polanco (1663-Madrid, 1736) fue un calígrafo, escritor, matemático y arquitecto español del periodo ilustrado, autor de varios textos de matemáticas básicas, pedagogía, urbanidad y escritura en el siglo xviii, durante el reinado de Felipe V. Realizó diversos estudios sobre la calidad del agua de las fuentes y su relación con los viajes de agua en la Villa de Madrid.

## Biografía
Bautizado como Juan Polán, nacido en la localidad alavesa de Laguardia o en Móstoles, según otras fuentes y según su partida de bautismo. Siguiendo lo expuesto en estas últimas, al quedar huérfano quedó a cargo de su maestro, hasta que en 1680, viajó a Madrid donde se cultivó como maestro de arquitectura, aunque acabó como  examinador y maestro de primeras letras. En 1688 ingresó en la Hermandad de San Casiano en la capital de España, de la que ofició como hermano mayor en 1695, y, luego, examinador. Murió en Madrid entre 1734 y 1736.
Autor de muy diversos manuales, su legado más importante es el tratado sobre Aritmética, Geometría e Hidrología, un estudio sobre origen de los acuíferos de Madrid, sus viajes subterráneos, y distribución y uso en las fuentes públicas y particulares; un auténtico tratado técnico y sociológico, publicado por el impresor Francisco Martínez Abad, en 1727.

## Obras

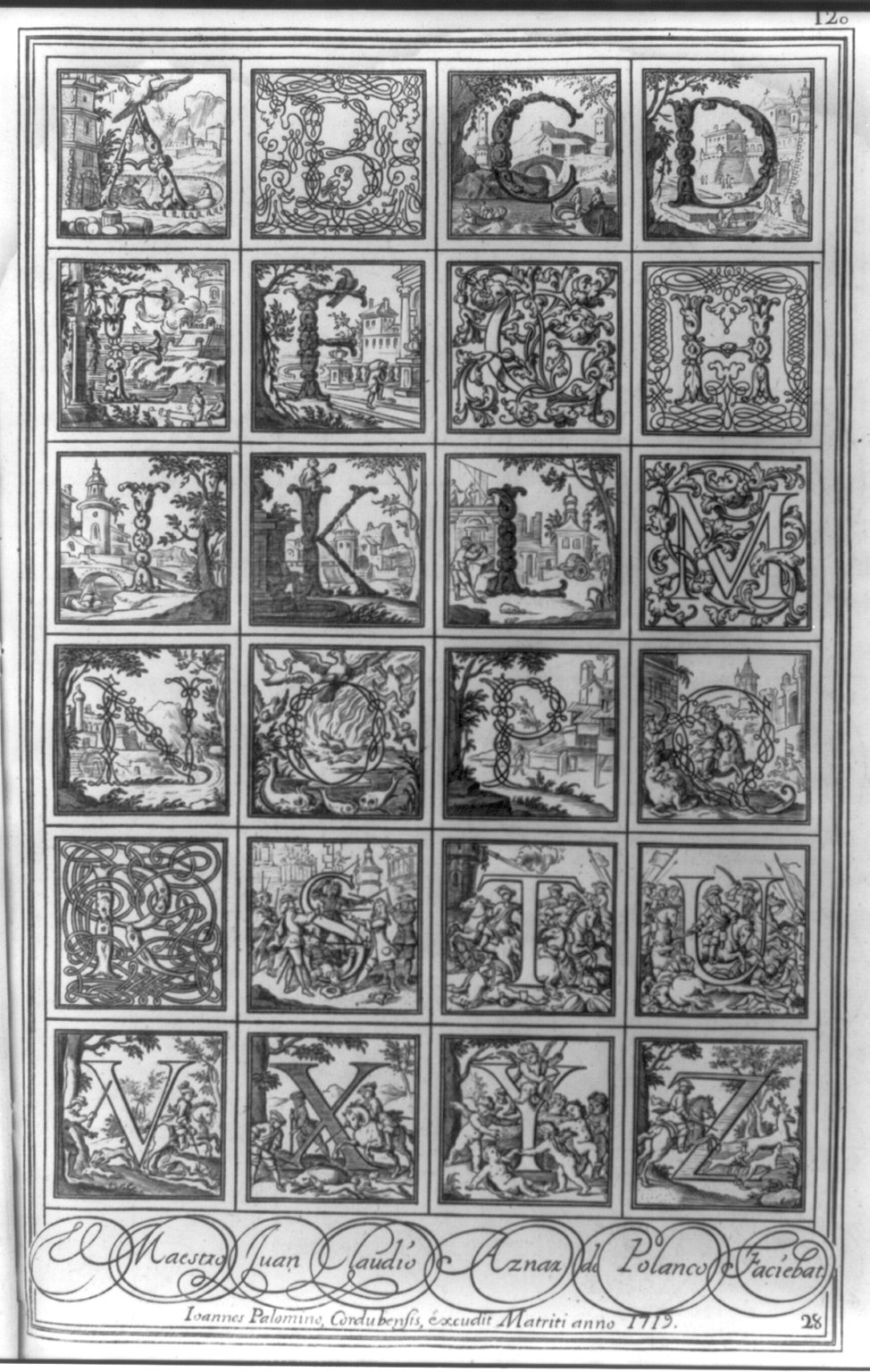
Alfabeto diseñado por Aznar de Polanco

En relación con la hidrografía de Madrid destaca su Arithmética inferior y geometría práctica y especulativa: Origen de los nacimientos de las aguas dulces y gordas de esta coronada villa de Madrid, sus viajes subterráneos con la noticia de las fuentes públicas y secretas de las casas de señores y particulares, y la quantidad que tiene cada uno (1727) y Antiguos viajes de agua. Agua que tiene Madrid para su abasto (1723), libro en el que describe las densidades de las aguas de las fuentes de Madrid (medida que hizo en colaboración con Alberto de Aranda).
Otras obras paralelas son Arte nuevo de escribir por preceptos geométricos, y reglas mathemáticas, publicado por la «Imprenta de los herederos de Manuel Ruiz de Murga» (Madrid, 1719); Tratado de los quatro elementos, origen y nacimiento de las aguas y fuentes de Madrid ; Discurso curioso, regla general para aforadores (Madrid, 1729); y el Crisol christiano, en las dos edades primeras, infancia, y puericia, impreso por la viuda de Juan García Infanzón, (Madrid, 1721).
Elías Amézaga, en su monografía sobre Calígrafos vascos, anota que Aznar escribió en 1719 una Pedagogía, con 165 folios, 40 láminas y el retrato del maestro, que incluía un «tratado del arte en la escritura».